# Hans Krebs
Pour les articles homonymes, voir Krebs.
Ne doit pas être confondu avec Hans Krebs (général SS).
Hans Krebs, né le 4 mars 1898 à Helmstedt et mort le 2 mai 1945 à Berlin, est un General der Infanterie allemand lors de la Seconde Guerre mondiale. Il est le dernier Generalstabschef des Heeres (« chef de l'état-major général de l'Armée de terre » en français) de l’Allemagne nazie dans les dernières semaines de la guerre en Europe.

## Jeunesse
Krebs est l'aîné des deux enfants du professeur principal Otto Krebs et de sa femme Adele, sa sœur est née un an plus tard. Jusqu'à l'âge de 15 ans, la famille vit à Helmstedt, où Krebs étudie au lycée Julianum (de). En 1913, il déménage à Goslar. L'élève apparemment doué (il saute une classe) étudie au lycée de la ville (de). 

## Carrière militaire

### De la Première Guerre mondiale au Troisième Reich
Au début de la Première Guerre mondiale en 1914, âgé de seulement 16 ans, il est volontaire pour servir dans l'Armée : on l'affecte au 10e bataillon de chasseurs à pied (de) puis dans le 78e régiment d'infanterie dans lequel il combat à Verdun. Il est promu Leutnant en 1915.
Après la défaite de 1918, il rejoint la Reichswehr et est promu au grade de Oberleutnant en 1925.

### Attaché militaire en Union soviétique
De 1936 à 1939, il exerce les fonctions d'attaché militaire à l'ambassade du Reich en Union soviétique. Il est nommé Oberstleutnant en 1939, puis Oberst en 1940.

### Chef de l'état-major du7ecorpsd'armée
En avril 1940, lors d'une réception au Kremlin, il est l'objet de l'attention de Staline, mais sa réaction laisse présager aux autres diplomates présents la dégradation des relations entre le Reich et l'Union soviétique ; en avril 1941, il obtient de Staline l'expulsion des diplomates et officiers yougoslaves (du moins ceux qui portent encore l'uniforme yougoslave), le démembrement du pays ayant été reconnu par l'Union soviétique.

### Postes d'état-major  sur le front de l’Est

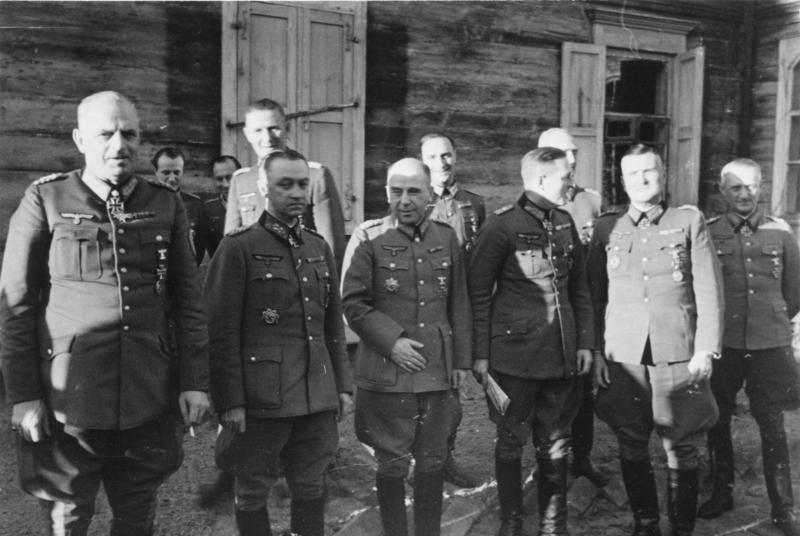
Front russe, mai 1944 : le Generalfeldmarschall Ernst Busch (le 1er à gauche), commandant du groupe d'armées Centre, dont Krebs (le 3e à partir de la gauche) est le chef d’état-major.

Lorsqu'il est nommé chef d’état-major de la 9e armée en février 1942, Krebs est promu Generalmajor puis il est à nouveau promu Generalleutnant en avril 1943, peu après sa nomination au poste de chef de l’état-major général du groupe d'armées Centre en mars 1943 de la même année. Il est alors sous les ordres du Generalfeldmarschall Günther von Kluge, ce dernier étant remplacé par Ernst Busch à la suite d’un accident de voiture en octobre 1943.
Krebs est toujours au même poste, à fin juin 1944, lorsque Busch est lui-même remplacé par Model, et il doit subir les remontrances et menaces de toutes natures de la part de ce supérieur peu amène qu'il avait déjà connu, au début de 1942 et au début de 1943, lorsque ce dernier commandait la 9e armée. Il joue ainsi le rôle d’intermédiaire entre l’OKH et le groupe d'armées Centre, lors de la reprise en main de cette unité par Model.

### Chef de l'état-major du groupe d'armées B sur le front de l’Ouest

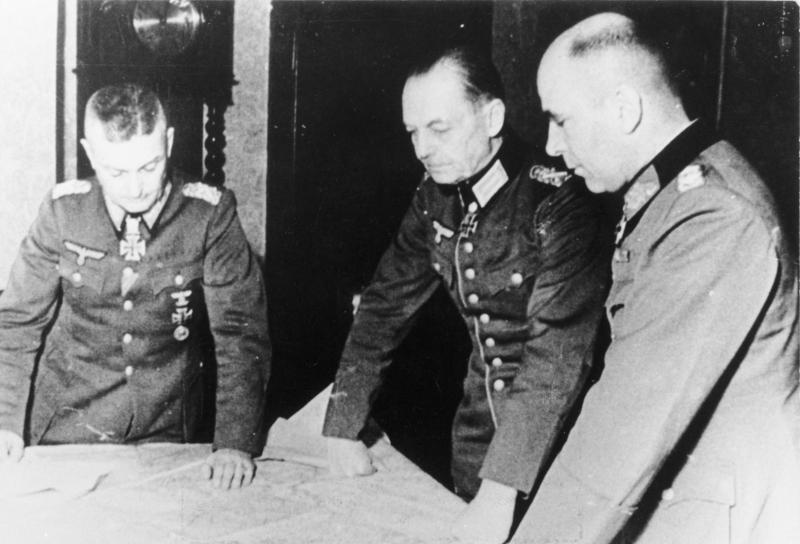
Krebs, de profil, à droite, lors de la préparation de l'offensive des Ardennes en novembre 1944, avec les Generalfeldmarschall Model et von Rundstedt.

Krebs est promu General der Infanterie en août 1944 puis muté sur le front de l'Ouest à partir de septembre 1944 au poste de chef d’état-major du groupe d'armées B où il retrouve à nouveau le Generalfeldmarschall Model.

### À l'état-major général de l'OKH
Le 1er avril 1945, il devient Generalstabschef des Heeres (équivalent de « chef d’état-major adjoint de l'Armée de terre » en France), en remplacement de Heinz Guderian, limogé le 28 mars précédent, et dont il était l'adjoint depuis février. Dès sa nomination, il a l'idée, pour permettre aux personnes assistant aux réunions d'état-major de mieux prendre conscience de la gravité de la situation, de remplacer les deux cartes habituelles, l'une pour le front de l'Ouest, l'autre pour le front de l'Est, qui étaient à une échelle de 1/300 000, par une seule carte qui est au 1/1 000 000. Malléable, falot et surtout incapable de contester les choix de Hitler, il s'intègre sans difficulté parmi ses proches au sein du Bunker de la chancellerie, mais il est limité à son seul rôle militaire, ; il ne s'oppose donc pas à Hitler, quand, lors de son entrevue du 6 avril, Gotthard Heinrici expose ses réserves sur les unités qui lui ont été confiées afin de renforcer le groupe d'armées Vistule dont il vient de recevoir le commandement.
Dans les jours qui suivent, il doit compter avec l'opposition des principaux chefs de la Wehrmacht, partisans d'une défense de Berlin sur l'Oder ; il parvient ainsi, dans les jours qui précèdent le déclenchement de la bataille urbaine, à retenir le corps d’armée de Helmuth Weidling, alors en retraite en direction de l'Elbe, et à le diriger vers Berlin.
À Berlin, il est l'un des derniers officiers supérieurs présents aux côtés de Hitler, à demi-forcés par Hitler, qui a décidé le 20 avril de rester dans la ville. Il joue alors un rôle, par les informations qu'il donne, retient ou édulcore, sur les sautes de moral de Hitler et des occupants du bunker : le 26 avril, par exemple, il annonce à Hitler que l’armée de Wenck a lancé une attaque afin de libérer la ville.
Le soir du 30 avril 1945, après le suicide du Führer, Krebs, qui parle russe, est envoyé par Joseph Goebbels, devenu nouveau chancelier du Reich, avec un drapeau blanc pour tenter de négocier avec les Soviétiques, lesquels se trouvent à quelques centaines de mètres de la chancellerie ; il rencontre alors le général russe Vassili Tchouïkov et l'informe du suicide de Hitler. La proposition allemande, portée par Goebbels, d'engager des négociations séparées des Alliés, est catégoriquement refusée par les Russes, qui exigent une reddition allemande totale et sans conditions. Le lendemain, 1er mai ; il tente, suivant les ordres de Goebbels, de faire reconnaître le gouvernement investi par Hitler dans son testament, comme interlocuteur par les négociateurs soviétiques, dans le cadre de la négociation d'un armistice séparé entre le Reich et l'Union soviétique ; au terme de dix heures de discussion, les échanges échouent, les Soviétiques, sur les consignes de Staline, refusant toujours la capitulation séparée. Suivant l'exemple de Goebbels, qui a ainsi échoué à conclure une paix séparée, Krebs se suicide d'une balle dans la tête, au côté du général Wilhelm Burgdorf, dans le bunker de la Chancellerie du IIIe Reich en ruines ; l’Armée rouge retrouve son corps un peu plus tard.

## Fonctions successives
- 1936–1939 : attaché militaire à Moscou (c’est là que Krebs a appris à parler couramment le russe[16])
- 1939-1939 : responsable de la formation des troupes dans l'Armée
- 1939–1942 : chef de l'état-major du 7e corps
- 1942–1943 : chef de l'état-major général de la 9e armée, front de l'Est[17]
- 1943–1944 : chef de l'état-major général du groupe d'armées Centre, front de l'Est
- 1944–1945 : chef de l'état-major général du groupe d'armées B, front de l'Ouest
- 1945 : adjoint au Generalstabschef des Heeres[N 9]
- du 1er avril  au 1er mai 1945 : lui-même Generalstabschef des Heeres, succédant ainsi à son précédent supérieur.

## Décorations
- Insigne des blessés en Noir (1914)
- Croix de fer de 2e classe (22 août 1915)
- Croix de fer de 1re classe (6 février 1917)
- Croix de fer de 2e classe (14 mai 1940)
- Croix de fer de 1re classe (18 mai 1940)
- Croix d'honneur
- Croix allemande en or (26 janvier 1942)
- Croix de chevalier de la croix de fer (26 mars 1944)
- Croix de chevalier de la croix de fer avec feuilles de chêne (20 février 1945)
- Croix de chevalier de l'ordre royal de Hohenzollern
- Médaille de service de longue durée de la Wehrmacht de 1re classe
- Médaille du front de l'Est

## Dans la fiction
- 1955 : La Fin d'Hitler, film de Georg Wilhelm Pabst, son personnage y est interprété par Herbert Herbe.
- 1973 : Les Dix Derniers Jours d'Hitler, film de Ennio De Concini, son personnage y est interprété par Adolfo Celi.
- 2004 : La Chute, film d'Oliver Hirschbiegel, son personnage y est interprété par Rolf Kanies.